# G 115教練機
G 115導師/蒼鷺教練機（英語：G 115 Tutor/Heron）是一款由德國格羅布飛機公司研製的並排座位初級教練機。截至2020年，G 115仍被英國皇家空軍用於一些初級飛行訓練(3FTS)，但將逐步淘汰，取而代之的是G 120 TP教練機。

## 發展
該機由碳複合材料製成。主機身和每個翼樑都是一體的。因螺旋槳此前設計存在問題，因此在2013年重新通過新的MT螺旋槳認證。倒置油系統也經過重新設計，以改善特技飛行期間的潤滑。駕駛艙具有寬闊的空間，前方能見度很好。雖然並排座椅是固定的，但座椅能通過墊子和舵桿調節器進行調整。機翼呈錐形，帶有方形尖端，尾翼由一個大鰭和方向舵組成，帶有一個橢圓形的尾翼，方形尖端位於機身中間。

## 型號
- G 115A
- G 115D2(Heron)

皆以退役，並有數架保存於世
- G 115E(Tutor)

英國委託一間名為Badcock的名間公司代為營運的G 115，供應英國皇家空軍的訓練。

## 服役國家

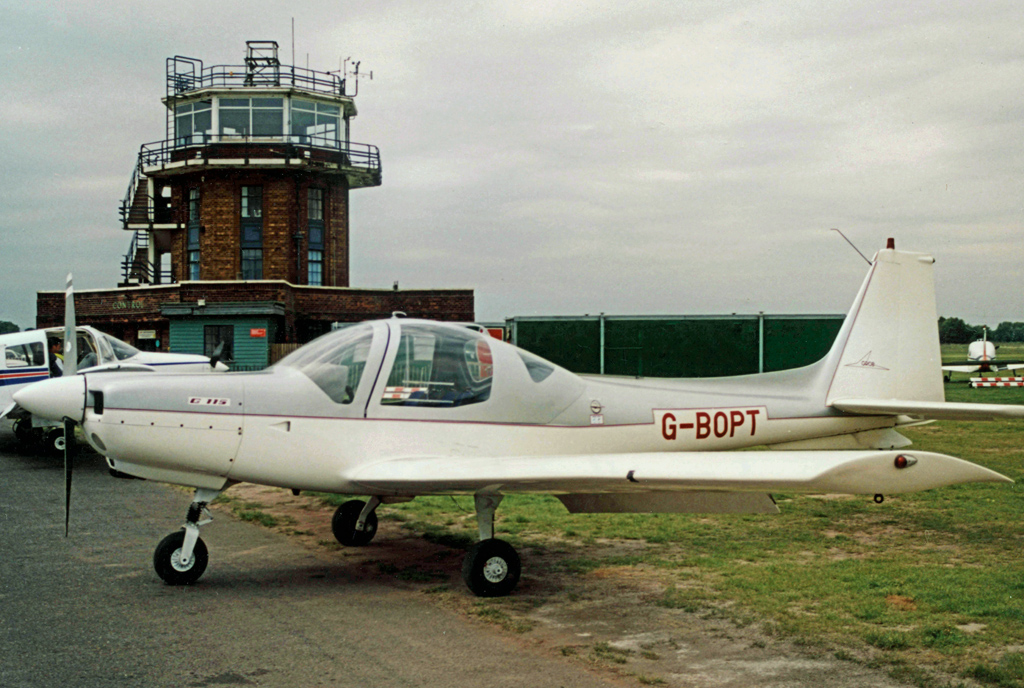
停放在蘭開斯撤飛行俱樂部的Grob G 115A

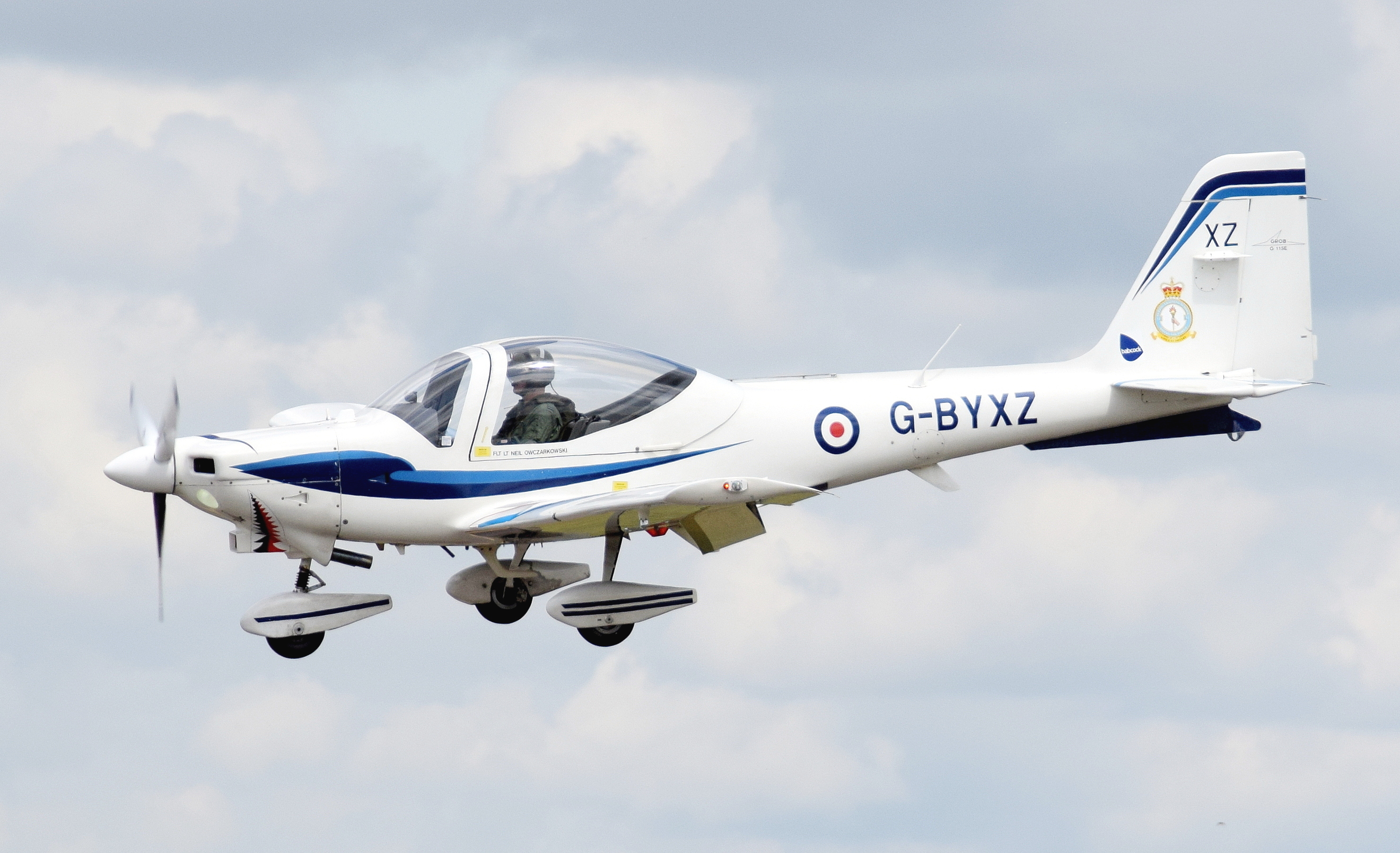
隸屬於英國皇家空軍的G 115E Tutor T1

- 比利时
- 加拿大
- 埃及
- 芬兰
- 挪威
- 葡萄牙
- 阿联酋
- 英国